# Norrbomia tropica
Norrbomia tropica är en tvåvingeart som beskrevs av Oswald Duda 1923. Norrbomia tropica ingår i släktet Norrbomia och familjen hoppflugor. Inga underarter finns listade i Catalogue of Life.